# جوزيف كولب
جوزيف كولب (بالإنجليزية: Joseph Culp)‏ هو مخرج وممثل أمريكي، ولد في 9 يناير 1963 بلوس أنجلوس في الولايات المتحدة.

## أعمال

### أفلام
- (1995) أبولو 13[3][4][5]

### مسلسلات
- الفتاة الجديدة
- رجال ماد
- هاوس

## وصلات خارجية
- جوزيف كولب على موقع IMDb (الإنجليزية)
- جوزيف كولب على موقع ألو سيني (الفرنسية)
- جوزيف كولب على موقع أول موفي (الإنجليزية)
- جوزيف كولب على موقع قاعدة بيانات الأفلام السويدية (السويدية)
- جوزيف كولب على موقع قاعدة بيانات الفيلم (الإنجليزية)
- جوزيف كولب على موقع كينوبويسك (الروسية)
- جوزيف كولب على موقع كينوبويسك (الروسية)